# Eastmancolor
L'Eastmancolor és un sistema de filmació de pel·lícula a color. Era més barat que els altres dos sistemes principals de rodatge a color, el Technicolor i el Metrocolor. Es va fer servir molt en el cinema des dels anys 50 i 60 del segle xx. Però tenia el problema que amb el pas dels anys els colors es destenyien, per una inestabilitat química de la pel·lícula. El 1983, Eastman va corregir el defecte de conservació del seu procés. El sistema Technicolor es conservava molt millor i obtenia un color de millor qualitat, però la complexitat del procés i sobretot el seu preu més alt van provocar-ne la derrota davant de l'Eastmancolor.